# Serce batiara
Serce batiara – polski film fabularny z 1939, trzecia część przygód lwowskich batiarów, „Szczepka” i „Tońka”.
Produkcję filmu rozpoczęto u kresu II Rzeczypospolitej na początku lutego 1939 w Warszawie. Był kręcony w Dolinie Szwajcarskiej w Warszawie. W sierpniu 1939 film był anonsowany pod tymczasowym tytułem Serca Batiarów (w 1988 Henryk Vogelfänger wspominał o tym filmie, podając jego tytuł Serce batiarów). Film został ukończony przed wybuchem II wojny światowej, lecz gotowy negatyw spłonął podczas bombardowania Warszawy we wrześniu 1939, ocalały jedynie cztery ujęcia i ścieżka dźwiękowa.

## Obsada
- Henryk Vogelfänger – „Tońko”
- Kazimierz Wajda – „Szczepko”
- Nina Wilińska
- Ina Benita
- Adam Brodzisz
- Feliks Żukowski
- Józef Orwid
- Stanisław Sielański
- Kazimierz Korwin-Pawłowski
- Jerzy Kobusz
- Leszek Pośpiełowski